# Rho1 Sagittarii
Pour les articles homonymes, voir Rho Sagittarii.
Désignations
Rho1 Sagittarii (ρ1 Sagittarii / ρ1 Sgr) est une étoile de la constellation du Sagittaire. Sa magnitude apparente est de +3,93. Elle est à 122 années-lumière de la Terre.
Rho1 Sagittarii est une sous-géante de type spectral A9IV. Il s'agit d'une variable de type Delta Scuti

## Nom traditionnel
En chinois, 建 (Jiàn), signifiant Établissement, fait référence à un astérisme constitué de ρ1 Sagittarii, ξ2 Sagittarii, ο Sagittarii, π Sagittarii, 43 Sagittarii et υ Sagittarii. Par conséquent, ρ1 Sagittarii elle-même est appelée 建五 (Jiàn wǔ, la cinquième étoile de l'Établissement).